# Skolmössa
En skolmössa är en huvudbonad som bärs av studerande vid en viss skola eller utbildningsinstitut, eller i ett visst land. Syftet är att signalera den status det innebär att bedriva studier vid den aktuella skolan. Syftet är också att signalera enhet och tillhörighet, men kan också användas för att uttrycka personliga förhållanden. Vid högre studier talar man om studentmössa.

## Sverige

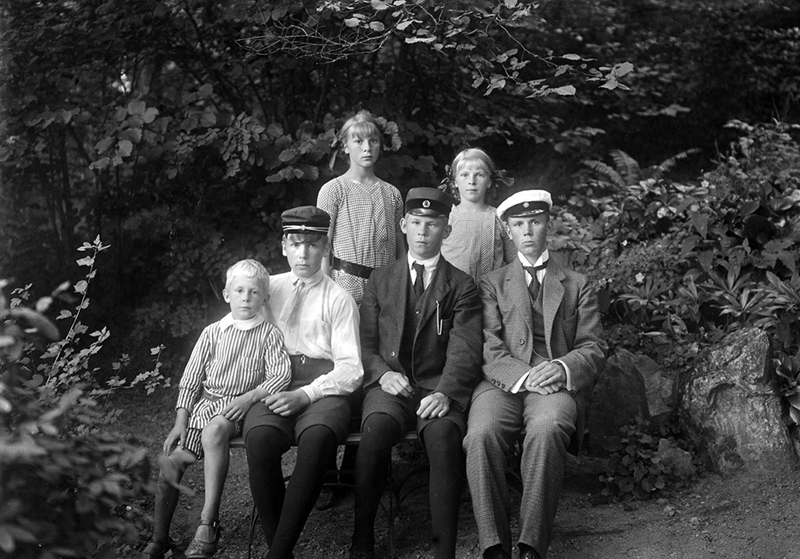
Familj med olika skolmössor

I Sverige har användningen av skolmössa varit vanligt under 1900-talet fram till revoltåret 1968. Skolmössa har burits på i princip alla utbildningsnivåer. Skolmössan var vanligen en skärmmössa med mörkt tyg.

### Realskolemössa
En särskild mössa var realskolemössan. Som en parallell till att studentmössan togs på vid studentexamen, togs realskolemössan på vid realexamen. Realskolan var en skolform mellan folkskolan och gymnasiet och motsvarar ungefär dagens högstadium. Realskolemössan var utformad som studentmössan, men med grå kulle.